# Castelnau d’Auzan Labarrère
Castelnau d’Auzan Labarrère – gmina we Francji, w regionie Oksytania, w departamencie Gers. W 2013 roku liczba ludności na terenie obecnej gminy wynosiła 1259 mieszkańców.
Gmina została utworzona 1 stycznia 2016 roku z połączenia dwóch wcześniejszych gmin: Castelnau-d’Auzan oraz Labarrère. Siedzibą gminy została miejscowość Castelnau-d’Auzan.